# Mirch Masala
Pour plus de détails, voir Fiche technique et Distribution.
Mirch Masala est un film thriller psychologique britannico-indien, réalisé par Ketan Mehta, sorti en 1987.

## Fiche technique
Sauf indication contraire, les informations mentionnées dans cette section peuvent être confirmées par la base de données cinématographiques IMDb,  présente dans la section « Liens externes ».
- Titre original : Mirch Masala
- Titre international : A Touch of Spice
- Réalisation : Ketan Mehta
- Scénario : Ketan Mehta, Shafi Hakim, Trijawani Sharma
- Dialogues : Hriday Lani
- Direction artistique : Suresh Sawant
- Photographie : Jehangir Choudhary
- Montage : Sanjiv Shah
- Musique : Rajat Dholakia
- Sociétés de production : Channel Four Films, National Film Development Corporation of India
- Sociétés de production : Upfront Films
- Pays d'origine:  Inde,  Royaume-Uni
- Langue originale :  hindi
- Format : Couleurs - 2,35:1 - 35 mm - Mono
- Genre : drame, thriller psychologique
- Durée : 128 minutes (2 h 08)
- Dates de sortie :
  - États-Unis : 6 septembre 1989

## Distribution
- Ram Gopal Bajaj : le propriétaire de la fabrique de poivre
- Naseeruddin Shah : Subedar
- Smita Patil : Sonbai
- Raj Babbar : le mari de Sonbai
- Suresh Oberoi : Mukhiya
- Benjamin Gilani : L'instituteur
- Om Puri : Abu Mian
- Deepti Naval : Saraswati, l'épouse de Mukhiya
- Nina Kulkarni : une femme du village
- Ratna Pathak Shah : une femme du village
- Supriya Pathak : une femme du village
- Mohan Gokhale : le jeune frère de Mukhi

## Distinctions
- Entre 1987 et 1988, Mirch Masala a été sélectionné huit fois dans diverses catégories et a remporté sept récompenses[1].

### Récompenses et nominations
| Année | Cérémonie                                                            | Prix                                                                  | Lauréat       |
| ----- | -------------------------------------------------------------------- | --------------------------------------------------------------------- | ------------- |
| 1987  | National Film Awards                                                 | Lauréat du National Film Award du meilleur long métrage               | Ketan Mehta   |
| 1987  | National Film Awards                                                 | Lauréat du National Film Award du meilleur film hindi                 | Ketan Mehta   |
| 1987  | National Film Awards                                                 | Lauréat du National Film Award du meilleur acteur dans un second rôle | Suresh Oberoi |
| 1987  | National Film Awards                                                 | Lauréat du National Film Award du meilleur montage                    | Sanjiv Shah   |
| 1987  | Festival international du film de Moscou                             | Nomination du Prix d'or                                               | Ketan Mehta   |
| 1987  | Hawaii International Film Festival                                   | Lauréat de la meilleure narration                                     | Ketan Mehta   |
| 1988  | Prix de l'association des journalistes cinématographiques du Bengale | Lauréat du meilleur réalisateur                                       | Ketan Mehta   |
| 1988  | Prix de l'association des journalistes cinématographiques du Bengale | Lauréat de la meilleure actrice                                       | Smita Patil   |